# Narodni park Wicklow Mountains
Narodni park Wicklow Mountains (irsko Páirc Náisiúnta Sléibhte Chill Mhantáin) je zavarovano območje 220 kvadratnih kilometrov na Irskem, eden od šestih narodnih parkov v državi. Park se razprostira po grofiji Wicklow, pa tudi majhnih območjih južnega Dublina in okrožju Dún Laoghaire-Rathdown v grofiji Dublin. Park je na območju gorovja Wicklow ne daleč južno od Dublina. V njem so številne zanimivosti, ki so priljubljene pri mestnih prebivalcih, ki iščejo rekreacijo, ter turistih in zgodovinskih navdušencih.

## Glendalough
Med zgodovinskimi kraji je pomemben  Glendalough, ki ima zbirko zgodnjih srednjeveških samostanskih struktur, povezanih s svetim Kevinom, puščavnikom in duhovnikom. Izobraževalni center v Bolgarjevi koči (Bolger's Cottage) je na Rudarski cesti (Miners' Road ) ob Zgornjem jezeru  v dolini Glendalough, nekaj je tudi ostankov rudarskih vasi. 

## Dejavnosti in okolje
Rekreacijske dejavnosti, ki so na voljo v parku, so hoja in pohodništvo, plezanje, veslanje, potapljanje, omejeno kopanje in ribolov  ter številne možnosti za oglede in fotografiranje. Turisti z avtomobili lahko uporabljajo cesto R756, ki poteka skozi Wicklow Gap . Druga slikovita vozna pot sledi zgodovinski vojaški cesti, označeni z R115 iz Dublin Hillsa južno skozi središče pogorja do vasi Laragh.
Raznovrstnost življenjskih prostorov v parku se razteza po visokem barju, med listopadnimi drevesi, iglavci, travniki, resavo, izpostavljenih skalnatih površinah in meliščih . V parku so številne rastlinske vrste, med njimi so: kimasta neprava hijacinta (Hyacinthoides non-scripta), zajčja deteljica (Oxalis acetosella)  in podlesna vetrnica, bekica (Luzula), praprot Dryopteris dilatata in Dryopteris carthusiana in različne vrste mahov. Med drevesi, ki so običajna v parku, so navadna bodika, leska in jerebika.
V parku je nekaj zaščitenih prostoživečih živali: več vrst netopirjev, redkih vider in devet ogroženih ali mednarodno pomembnih vrst ptic, tudi pepelasti lunj, sokol selec in labod pevec. 

## Zgodovina in upravljanje
Charles Haughey, ministrski predsednik, je park slovesno razglasil leta 1988 v Glendaloughu . Raziskovalni center je bil financiran leta 1990, park pa je bil uradno odprt leta 1991 . Upravlja ga Služba za narodne parke in divje živali oziroma oddelek za umetnost, dediščino, regionalno, podeželje in irsko govoreča območja. Osebje parka je odgovorno za ohranjanje narave, spodbujanje raziskav in izobraževanje, javno varnost in skrb za dobre odnose med parkom in okoliškimi skupnostmi. Maja 2009 je bila najavljena širitev za 28,33 km². Leta 2016 je država kupila dodatnih 19,82 km²  od zasebnika. Zemljišče sega od Kippure do doline Glenasmole in dolinske pregrade Bohernabreen in je del Narodnega parka Wicklow. 

## Zunanje površine
- National Parks & Wildlife Service of Ireland
- Wicklow Mountains National Park
- Wicklow Walks